# Meride
Meride is een plaats en voormalige gemeente in het Zwitserse kanton Ticino, en maakt deel uit van het district Mendrisio.
Meride telt 313 inwoners. Op 14 april 2013 werd Meride opgenomen in de gemeente Mendrisio.